# Going Backwards
Singles de Depeche Mode
Where's the Revolution
(2017) Cover Me
(2017)
Pistes de Spirit
Where's the Revolution
(2)
Going Backwards est une chanson de Depeche Mode, sortie en single en 2017. Il s'agit du deuxième extrait de leur 14e album studio, Spirit.

## Liste des titres
- Téléchargement single

1. Going Backwards (Album version) - 5:43
2. Going Backwards (Highline Sessions Version) - 5:27

## Crédits
- David Gahan : chant
- Martin L. Gore : guitare, synthétiseurs, chœurs
- Andrew Fletcher : synthétiseurs, chœurs
- James Ford : batterie